# Île Dawson
Pour les articles homonymes, voir Dawson.
L'île Dawson (en espagnol : Isla Dawson) est une île dans le détroit de Magellan située dans l'archipel de la Terre de Feu, dans le Sud du Chili. Administrativement, l'île fait partie de la province de Magallanes, dans la XIIe région de Magallanes et de l'Antarctique chilien.

## Géographie
L'île Dawson est située à 100 km au sud de la ville de Punta Arenas et plus généralement de la péninsule de Brunswick. D'une superficie d'environ 1 290 km2, ce bout de terre australe a un climat antarctique. Elle est entourée, par la baie Inútil au nord-est ; par le canal Whiteside et le fjord Almirantazgo à l'est et au sud-est ; et, par le détroit de Magellan au nord et à l'ouest. Au sud-ouest, l'étroit canal San Gabriel sépare l'île de la grande île de la Terre de Feu.

## Histoire
L’île Dawson fut utilisée comme camp de concentration pour les Selknam et autres peuples premiers à la fin des années 1800. En 1890, le gouvernement chilien accorda une concession de l'île, d'une durée de vingt ans, aux missionnaires Salésiens venus d'Italie afin qu'ils éduquent et adaptent les indigènes à la vie moderne.
Plus récemment, après le coup d'État militaire de 1973, l'île fut utilisée comme lieu de détention pour les prisonniers politiques. Selon un rapport de la Croix-Rouge internationale daté de 1974, elle abritait 99 prisonniers politiques condamnés aux travaux forcés et qui vivaient dans des conditions misérables. La prison fut fermée moins d'un an plus tard, et les prisonniers transférés dans un autre lieu de détention[réf. nécessaire].
En 2009, un film est produit pour retracer l'histoire des camps sur l'île, intitulé Dawson, Isla 10 (en) il est produit par le réalisateur chilien Miguel Littin. Le film est basé sur l'ouvrage de Sergio Bitar, un prisonnier politique détenu dans ces camps.

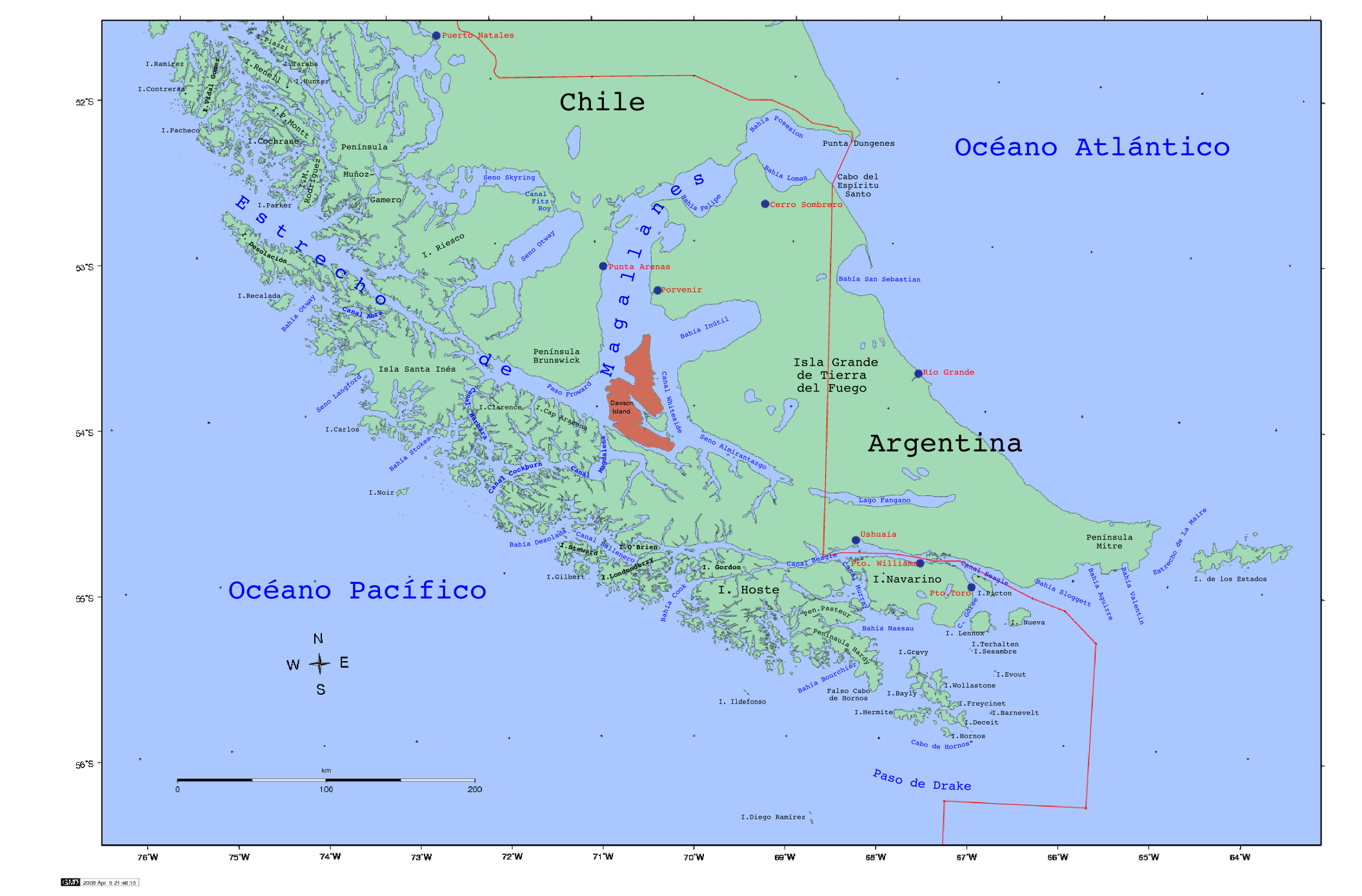
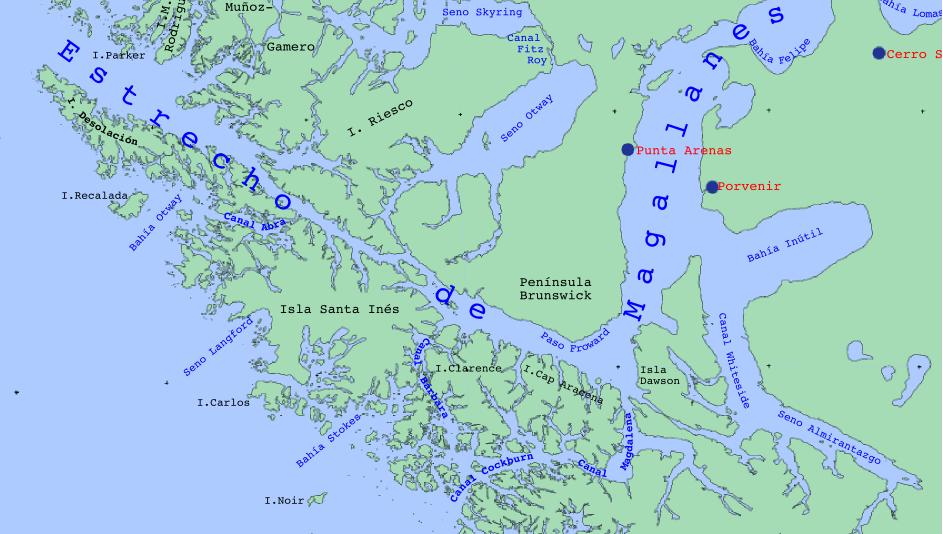
L'île Dawson, au sud-est de la péninsule de Brunswick.
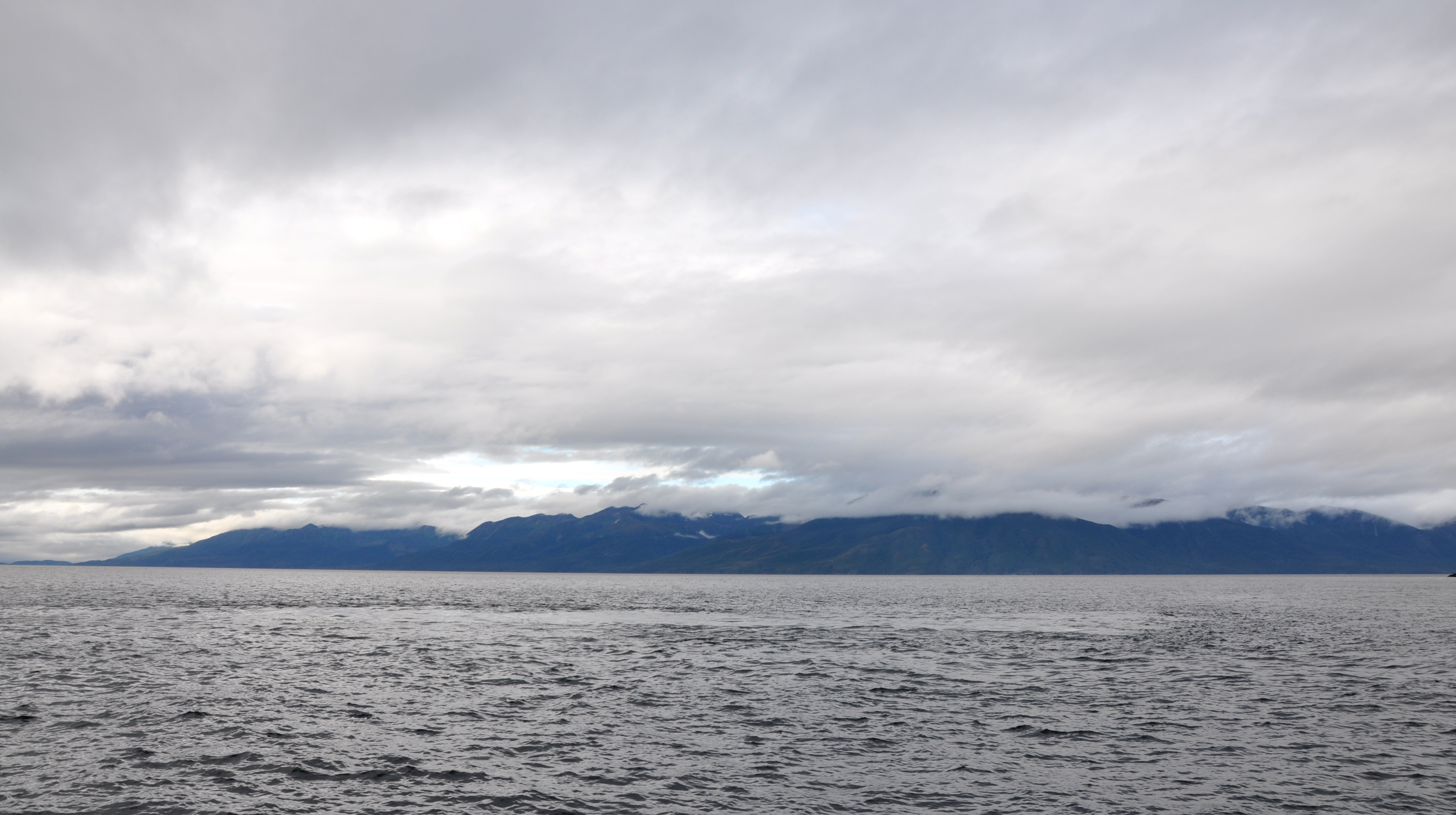
Vue de la côte ouest de l'île Dawson.